# Гай Макриний Дециан
Гай Макриний Дециан (на латински: Gaius Macrinius Decianus; † сл. 260 г.) е римски управител по времето на императорите Валериан и Галиен.
Макриний Дециан е вероятно от галски произход. Неговият cursus honorum: квестор, едил и претор. След това е пропреторски управител в провинция Нумидия и след това в Норик. Около 255 г. е командир на II Италийски легион. През 259/260 г. той побеждава маврийските народи, навлязли в Нумидия и така осигурява римското господство в Северна Африка. Не успява да стане консул.